# Godfellas
Godfellas (рус.  «Равные Богу») — двадцатый эпизод третьего сезона мультсериала «Футурама». Североамериканская премьера этого эпизода состоялась 17 марта 2002 года.

## Сюжет
Сразу после старта на корабль Межпланетного экспресса нападают космические пираты. Лила отстреливается. Как назло, в торпедном аппарате сачкует вечный тунеядец Бендер. Бендер оказывается в открытом космосе совершенно один. Лила пытается догнать робота, но это невозможно: в момент выстрела Межпланетный экспресс двигался с максимальной скоростью, «соответственно скорость „выстреленного“ прямым курсом Бендера всегда будет больше скорости корабля».
Несчастный Бендер думает, как же ему провести оставшуюся вечность в космической пустоте. Он пересекает скопление астероидов и обнаруживает, что на его груди поселился маленький народец шримпкины, крохотные гуманоиды со своей цивилизацией. Они обжили металлическую поверхность и стали почитать Бендера как Бога. Бендер выбирает себе пророка, шримпкина Малахию, и спускает свою первую заповедь: «БОГУ НУЖНА ВЫПИВКА».
Тем временем экипаж Межпланетного экспресса вернулся в Новый Нью-Йорк и пытается отыскать своего железного друга с помощью нюхоскопа, но им это не удаётся.
Шримпкины тем временем построили перегонный завод, чтобы угодить своему Богу, но это привело к проблемам: многие маленькие жители погибли или были покалечены во время строительства, а дым от завода вызвал экологические проблемы. К тому же производство алкоголя породило организованную гангстерскую преступность. Проникнувшись проблемами своих подопечных, Бендер роняет скупую слезу, которая, упав на город, приносит ему ещё более опустошительные разрушения. В водном потоке едва не тонет сын Малахии, но Бендер его спасает. Это приводит к тому, что все начинают молиться о собственном благе: кто о богатстве, кто о солнце… Бендер, пытаясь угодить всем, только усугубляет ситуацию.
Тем временем на Земле Фрай пытается отыскать робота с помощью монахов Шубы и их радиотелескопа в Гималайских горах.
А цивилизация на Бендере разрастается. Возникает бунт тех, кто живёт на его спине, «ибо оттуда Бог не слышит их молитв». Малахия просит робота вмешаться, зная, что те готовятся к войне, но Бендер отказывает: он уже понял, что всё, что бы он ни делал, приводит к плачевным результатам. Война начинается, и обе группировки уничтожают друг друга в Священной Атомной Войне (неверующие со спины Бендера обнаружили его ядерный источник питания).
Фрай и Лила снаряжают экспедицию в Гималаи.
Бендер оплакивает исчезновение шримпкинов и внезапно сквозь слезы обнаруживает, что Галактика сигналит ему двоичным кодом. Он отвечает ей. В разговоре робот начинает понимать, что беседует с неким огромным Галактическим компьютером, который, возможно, и есть Бог.
Фрай и Лила добираются до монастыря, но монахи отказываются давать им в пользование телескоп. Лила, используя то, что монахи проповедуют политику непротивления насилию, запирает их в прачечной и завладевает прибором.
Бендер и Галактика обмениваются рассуждениями о том, каково это — быть Богом, и сходятся на том, что это нелегко. Галактика учит, что Богу не стоит ни делать слишком много для людей, ни бездействовать, а надо лишь слегка вмешиваться. Галактика не может вернуть Бендера на Землю, так как она попросту не знает, где эта планета. Робот смиряется с тем, что он проведет оставшуюся вечность в беседах с Галактикой.
Фрай в течение трех дней безуспешно разыскивает Бендера. Отчаявшись, он бросает телескоп, обернув его прямо к Галактике, и, уходя, произносит: «Хочу, чтобы Бендер вернулся». Галактика получает это сообщение и швыряет робота по направлению сигнала. Бендер шлёпается на землю прямо перед Фраем и Лилой, выходящими из монастыря. Бендер применяет знания, полученные от Галактики, чтобы объяснить Фраю, что запертых монахов надо выпустить.
Галактика довольна.

## Персонажи
Список новых или периодически появляющихся персонажей сериала
- Цыганка
- Лррр (голос)
- Дебют: Отец объединённой церкви
- Дебют: Космический разум
- Дебют: Космические пираты
- Дебют: Дружок
- Дебют: Мистер Малаши
- Дебют: Мисс Малаши
- Дебют: Малаши-младший

## Изобретения будущего
- Нюхоскоп;
- Радиотелескоп монахов, который может также транслировать голос «как система караоке».